# 源語秘訣
『源語秘訣』（げんごひけつ）は、一条兼良が『源氏物語』の秘事を記し、子息・一条冬良に伝えた秘伝書である。以下の名称でも呼ばれる。
- 『源語秘訣抄』（げんごひけつしょう）
- 『源氏十五箇奥義』（げんじじゅうごかおうぎ）
- 『源私抄』（げんししょう）
- 『源氏秘説』（げんじひせつ）
- 『源氏十七ヶ条秘訣』（げんじじゅうしちかじょうひけつ）
- 『源氏不審抄』（げんじふしんしょう）
- 『源氏物語之内秘事十五ヶ条』（げんじものがたりのひじじゅうごかじょう）
- 『源氏物語秘訣抄』（げんじものがたりひけつしょう）
- 『源氏物語秘事』（げんじものがたりひじ）

## 著者
一条兼良は室町時代の公卿・摂政関白で古典学者である。一般に「かねら」と呼ばれることが多い。兼良の著作とされる抄出・注釈・評論・随筆・戯作は『弁疑書目録』（べんぎしょもくろく）によって窺える。『弁疑書目録』は兼良の著作書目を多く載せている（すべて著作というわけではなく、学ぶ際に書写・抄出・覚書の形式をとり、後世から著作とされることもある）。この中に『花鳥余情』のほか、難語を解釈した『源氏物語和秘抄』（『和秘鈔』とも）、光源氏の年譜である『源氏物語年立』、有職故実を記す『江家次第』なども記されている。研究は公事の根源を究めるため、学は和漢、神儒仏教の3教にも及んでいる。

## 成立
『花鳥余情』が完成する文明4年（1472年）に13か条の『花鳥口伝抄』（かちょうくでんしょう）を作成し、その後1項目替え、『口伝抄』（くでんしょう）を作り終えていることから、本来3か条の秘事と10か条の口伝を合わせた13か条であった。その後2項目加え15か条の『源語秘訣』ができたとされる。

## 書誌
以下2種の奥書（おくがき）によって伝本を分類できるが、内容はほぼ同一である。
- 唯伝一子之書也不可出閫外付嘱中納言中将畢、
文明九年二月吉日 老衲覚恵 草名
- 唯伝一子之秘説也堅可禁外見者也 後成恩寺御奥書同御判

前者は冬良に授けた相伝本、後者は前者とは別系統で他者から求められた際、「一子にしか伝えないほどの秘説」とに断り書き（但し書き）したものとされる。

## 概要
文明9年（1477年）に成立。全1冊で15項目からなるが、一説によると、16・17項目からなる。巻名と内容に関しての項目があり、有職故実に関することを含め、兼良自身の考察が書かれている。
『花鳥余情』は序文によると、四辻善成の『河海抄』の不足を補い、訂正を行うためとあるが、『源語秘訣』は『花鳥余情』の秘伝書として著している。『源語秘訣』本文には「色々の説あり、いつれも皆あやまり也、信用すへからす」（榊巻）、「旧説さま／＼にいへり、皆証拠もなき事也、もちゐるにたらす」（乙女巻）など旧説に対し否定する箇所も見られる。

## 内容
『花鳥余情』に「秘説これあり、別にしるすべし」などとしている項目に関しての注である。以下15項目からなり、そのうち最後の1項目は奥書の後に書かれているものもある。
- 無服殯の事（桐壺巻）
- 揚名のすけの事（夕顔巻）
- 侍童着指貫事（夕顔巻）
- おきなもほとくまひ出ぬへき事（花宴巻）
- 大将かりの随身事（葵巻）
- ねの子の三か一の事（葵巻）
- さるもしいませ給への事（葵巻）
- とのゐもの袋の事（賢木巻）
- まくなきの事（明石巻）
- わか君のたすき引ゆひ給へる事（薄雲巻）
- をしかいもとあるしの事（乙女巻）
- 水鳥のくかにまとへる事（玉鬘巻）
- 高巾子の事（初音巻）
- ひのよそひの事（胡蝶巻）
- ついたちころ月の事（藤裏葉巻）

以下は奥書の後に書かれている項目
- 外にかつらの院（松風巻）

このうち「揚名介」（ようめいのすけ）「ねのこの餅」「とのゐものの袋」は「三箇の秘事といひつたへたり」とする。『花鳥余情』で「とのゐものの袋」の条には「ことなる事なけれど、秘事といひつたへたる事なければ、あらはにしるすに及ばず」と注している。
『花鳥余情』の〈別注〉と『源語秘訣』の項目には、項目数は同じであるが、項目内容が重ならないものもある。また項目内容が重なるが、大内政弘の求めに応じて与えた『花鳥口伝抄』と、冬良以外に送った『口伝抄』では解説や典拠を省略し、『源語秘訣』にのみ記述がある。

## 諸本
著者自筆本は現在伝わっていない。写本・版本は多いため、以下一部挙げておく。

### 写本
- 国立国会図書館蔵本
- 国立公文書館内閣文庫本（延宝8年写）（校正本）
- 静嘉堂文庫本
- 東洋文庫岩崎文庫本
- 宮内庁書陵部蔵本（寛延2年源芳隆写）
- 東京国立博物館蔵本（寛文8年坂上家広写）
- 学習院大学蔵本
- 東京大学蔵本（伴信友写）
- 国学院大学蔵本（寛文8年窪氏知足軒奥書）
- 北野天満宮蔵本
- 神宮文庫本
- 前田育徳会尊経閣文庫本
- 京都大学蔵本（吉村正武写・寛文8奥書）
- 立命館大学図書館西園寺文庫蔵本（西園寺賞季写・明和5奥書）

### 版本
刊年が延宝8年版
- 国立国会図書館蔵本
- 国立公文書館内閣文庫本（加茂真淵等書入本）
- 静嘉堂文庫本
- 九州大学蔵本
- 早稲田大学蔵本
- 浅野文庫本
- 神宮文庫本

中村孫兵衛版（同版ながら刊年が不明も存する）
- 国立国会図書館本
- 静嘉堂文庫本
- 学習院大学蔵本

## 翻刻本
- 『群書類従』巻319；物語部13
- 梁瀬一雄・伊井春樹『源語研究資料集』（碧冲洞叢書第87輯）1969年（昭和44年）2月
- 『増補国語国文学研究史大成3 源氏物語上』三省堂 1977年（昭和52年）
- 中野幸一編『源氏物語古註釈叢刊 第2巻 花鳥余情 源氏和秘抄 源氏物語之内不審条々 源語秘訣 口伝抄』武蔵野書院 1978年（昭和53年）12月

## マイクロフィルム
静嘉堂文庫所蔵
- 『源語秘訣』『源語秘訣抜粋』（物語文学書集成）雄松堂書店